# アクロスプラザ森町
アクロスプラザ森町（アクロスプラザもりまち）は、大分県大分市大字森町にある複合商業施設である。2013年（平成25年）10月4日開業。
なお、トキハインダストリーが運営するあけのアクロスタウンとは、同じく「アクロス」の名を持つものの無関係である。

## テナント
- セリア - 100円ショップ
- マックハウス - ジーンズ＆カジュアルショップ。2013年4月27日開店[4]。
- シュープラザ - シューズショップ。2013年4月27日開店[5]。
- サイクルベースあさひ - サイクルショップ。2013年4月27日開店[6]。
- ハンドメイドキッチンOJ[7] - 黒毛和牛バーガーとスパイシーポテトの店。2013年4月27日開店。
- サーティワンアイスクリーム[7] - アイスクリームショップ。2013年4月27日開店。
- お菓子の菊家 - 洋・和菓子・銘菓。
- 焼肉きんぐ - 焼肉テーブルオーダーバイキング[8]。2013年4月27日開店。
- TSUTAYA - 2013年10月4日開店[9]。
- カメラのキタムラ - 2013年10月4日開店[10]。
- スタジオマリオ - 2013年10月4日開店[11][12]。

## 交通
- 大分市中心部から - 国道197号を「鶴崎駅入口」交差点で右折し、県道208号（森町バイパス）を南下。
- 明野・敷戸方面から - 県道208号線（森町バイパス）を北上[13]。